# Pías
Pías is een gemeente in de Spaanse provincie Zamora in de regio Castilië en León met een oppervlakte van 43,91 km². Pías telt 138 inwoners (1 januari 2016).

## Demografische ontwikkeling
Bron: INE, 1857-2011: volkstellingen
Opm.: In 1857 werden de gemeenten Barjacoba en Villanueva de la Sierra aangehecht